# Peter Tanfield
Peter Tanfield   (Penn, 15 de gener de 1961) és un violinista britànic.

## Carrera
L'educació secundària de Tanfield va ser al "Clifton College de Bristol", va estudiar amb Igor Ozim, Felix Andrievski, Alberto Lysy, Herman Krebbers i Yehudi Menuhin. Com a solista i músic de cambra, Tanfield ha actuat a tot Europa, Xina, Japó, Índia, Canadà, Orient Mitjà, Àfrica, EUA i URSS. Va ser guardonat en el Concurs Internacional Carl Flesh, Concurs Internacional de Mozart i Concurs Internacional de Bach. Ha enregistrat obres en solitari i de cambra per a televisió i ràdio, així com CD. Ha actuat pel president Deng Xiaoping a la Xina i el soldà d'Oman. Tanfield va dirigir l'Australian String Quartet des de 1998 fins a 2001.
Com a solista, Tanfield ha aparegut amb moltes orquestres; la Philharmonia, la Simfònica de la ciutat de Londres, l'Orquestra de Cambra d'Escòcia, l'Orquestra Simfònica de la Ràdio del Sud-oest d'Alemanya i l'Orquestra Simfònica Nacional de la RAI a Roma. Com a concertista ha treballat amb la BBC Philharmonic, RAI National Symphony Orchestra, Southwest German Radio Symphony Orchestra, London Sinfonietta i Scottish Chamber Orchestra.
Ha actuat amb Ástor Piazzolla, Charlie Watts, Pinchas Zukerman, Yehudi Menuhin, Charles Wuorinen, Arvo Pärt, Graeme Koehne, Gary Carr, Carlo Maria Giulini, Mark Gasser i Itzhak Perlman.
Del 2008 al 2013 va ser cap de corda a l'Acadèmia d'Arts Escèniques d'Austràlia Occidental i ara és professor de violí a la Universitat de Tasmània.